# Jeannette Batti
Jeannette Batti, all'anagrafe Henriette Genot (Marsiglia, 6 settembre 1921 – Courbevoie, 10 febbraio 2011), è stata un'attrice francese.

## Biografia
Debutta al cinema nel 1945, nel 1948 conosce l'attore e cantante Henri Génès che diventerà suo marito e con il quale collaborerà molto spesso sia a teatro, in opere drammatiche come in opere comiche ma anche al cinema: insieme partecipano a 14 film.

## Filmografia parziale
- Con gli occhi del ricordo (Aux yeux du souvenir), regia di Jean Delannoy (1948)
- Parigi è sempre Parigi, regia di Luciano Emmer (1951)
- Vacanze a Montecarlo (Nous irons à Monte Carlo), regia di Jean Boyer (1951)
- Henriette (La Fête à Henriette), regia di Julien Duvivier (1952)
- La traversata di Parigi (La traversée de Paris), regia di Claude Autant-Lara (1956)
- Le père Noël est une ordure, regia di Jean-Marie Poiré (1982)